# Gnophos carnea
Gnophos carnea là một loài bướm đêm trong họ Geometridae.